# Rzeszów Staroniwa
Rzeszów Staroniwa – stacja kolejowa w dzielnicy Rzeszowa Staroniwie.

## Ruch pasażerski
| Rok  | Wymiana pasażerska na dobę |
| ---- | -------------------------- |
| 2017 | 20-49                      |
| 2022 | 100-149                    |

## Opis
Zespół stacyjno-dworcowy Rzeszów Staroniwa wybudowany został w 1891.
W 1942 ze stacji odchodziły pociągi z Żydami do obozu zagłady w Bełżcu.
Murowany budynek dworca z wiatą wzniesiony w tzw. stylu galicyjskim zachowany jest w dobrym stanie. W budynku dworca znajduje się poczekalnia, kasy (nieczynne od 12 grudnia 2004), punkt odpraw pociągów i punkt drużyn manewrowych. Stacja posiada 1 peron dla pociągów pasażerskich oraz 2 nastawnie, razem z bocznicami znajduje się tu 12 torów. Na stacji znajduje się także rampa, która obecnie służy jaka rampa wyładowcza dla magazynu z cementem, czasami z rampy korzysta także wojsko. Na terenie stacji znajduje się także budynek Polskich Linii Kolejowych Sekcji Eksploatacji w Rzeszowie.
W 2012 roku stacja została zmodernizowana. Przebudowano układ torów oraz wybudowano całkowicie od nowa jedyny peron, który posiada wiatę, miejsca siedzące oraz elementy małej architektury jak ławki, tablice informacyjne, oświetlenie. Do peronu wybudowano także dojście od strony budynku dworcowego i ulicy ks. Józefa Sondeja.
W 2013 roku rozebrano od dłuższego czasu nieczynną kładkę dla pieszych w ciągu ulicy Langiewicza.
Stacja służy jako postojowa dla pociągów towarowych. Odchodzi z niej szereg bocznic do okolicznych rzeszowskich zakładów, w tym najdłuższa i używana do dziś bocznica Elektrociepłowni i Zakładu WSK Rzeszów.